# Gasebeye
Gasebeye är ett periodiskt vattendrag i Burundi.   Det ligger i provinsen Bujumbura Rural, i den västra delen av landet, 10 kilometer öster om huvudstaden Bujumbura.
Omgivningarna runt Gasebeye är en mosaik av jordbruksmark och naturlig växtlighet. Runt Gasebeye är det ganska tätbefolkat, med 185 invånare per kvadratkilometer.